# Frederick (South Dakota)
Frederick is een plaats (town) in de Amerikaanse staat South Dakota, en valt bestuurlijk gezien onder Brown County.

## Demografie
Bij de volkstelling in 2000 werd het aantal inwoners vastgesteld op 255.
In 2006 is het aantal inwoners door het United States Census Bureau geschat op 240, een daling van 15 (-5,9%).

## Geografie
Volgens het United States Census Bureau beslaat de plaats een oppervlakte van
0,9 km², geheel bestaande uit land. Frederick ligt op ongeveer 421 m boven zeeniveau.

## Plaatsen in de nabije omgeving
De onderstaande figuur toont nabijgelegen plaatsen in een straal van 32 km rond Frederick.